# メディアファイブ
メディアファイブ株式会社（英：Media Five Co.）は、福岡県福岡市中央区に本社を置く、東京を中心とした首都圏や福岡市を中心とした福岡都市圏で営業活動するIT企業。福岡証券取引所（Q-Board）の上場銘柄のひとつ（証券コード：3824）。

## 主要事業

### SES事業
自社のシステムエンジニアを他社に人材提供する事業（SES）。

### SI事業
ソフトウェアなどの情報システムを受託開発する事業（システムインテグレーター）。

### 「オフィスドクター」運営
情報システム部門が担当するIT・OA関連業務を、月額サービスとして外部委託できる事業（ITアウトソーシング）。

### 「アキバ・テックドリーム・アカデミー」運営
正社員登用を前提にした未経験者向けの無料プログラミングスクール事業（旧称：ITプロ育成スクール）。

## 組織体制
2024年12月1日現在
- 監査役会・取締役会
- 内部監査室
- ITエンジニア首都圏本部
- ITエンジニア福岡都市圏本部
- ITソリューション本部
- 営業本部
- 管理本部

## 役員
2024年8月28日現在
- 代表取締役会長：上野 英理也
- 代表取締役社長：河野 活
- 取締役：岡 崇史
- 取締役：桝本 美穂
- 監査役：金堂 義宰
- 監査役：立石 浩将
- 監査役：南谷 博子

## 売上高
2024年5月31日現在
- 1,729百万円（2024年5月期）
- 1,645百万円（2023年5月期）
- 1,630百万円（2022年5月期）
- 1,373百万円（2021年5月期）
- 1,409百万円（2020年5月期）

## 事業所

### 福岡本社
〒810-0022 福岡県福岡市中央区薬院一丁目1番1号 薬院ビジネスガーデン 6階

### 東京支店
〒101-0021 東京都千代田区外神田3丁目2-12. Box'R AKIBA 6階

### アキバ・テックドリーム・アカデミー 秋葉原本校
〒101-0021 東京都千代田区外神田3丁目2-12. Box'R AKIBA 7階

### メディアファイブ保育園 薬院
（企業主導型保育園）

〒810-0022 福岡県福岡市中央区薬院一丁目1番1号 薬院ビジネスガーデン1階

## 沿革
| 年月               | 主な出来事 |  |
| 1996年（平成8年）  | 1996年（平成8年） |  |
| ------------------ | --- |  |
| 6月                | 福岡県福岡市東区西戸崎において、ソフトウェアの開発受託（SI事業）を目的として有限会社メディアファイブを設立。                                    |  |
| 1997年（平成9年）  | |  |
| 8月                | メディアファイブ株式会社に組織変更。 |  |
| 2000年（平成12年） | |  |
| 12月               | 福岡本社を福岡県福岡市中央区天神へ移転。 一般労働者派遣事業許可を取得（許可・指定番号：派40－01－0197）。 ITエンジニアの提供（SES事業）を開始。 |  |
| 2001年（平成13年） | |  |
| 1月                | ITエンジニア育成研修（現：テックドリーム）を開始。                                                                                              |  |
| 2004年（平成16年） | |  |
| 3月                | ネットワークセキュリティ製品のサポート窓口業務受託、サーバの提供及び保守・運用サービスを開始。                                                  |  |
| 2006年（平成18年） | |  |
| 10月               | 福岡証券取引所Q-Board市場へ株式上場（証券コード：3824）。                                                                                       |  |
| 2007年（平成19年） | |  |
| 5月                | プライバシーマーク付与認定を取得（登録番号：第18820138号）。                                                                                    |  |
| 11月               | 東京営業所を東京都千代田区麹町に新設。 |  |
| 2010年（平成22年） | |  |
| 9月                | オフィス巡回型エンジニアリングサービス「Bakoon!!」を開始（現：オフィスドクター）。                                                              |  |
| 10月               | 福岡本社を福岡県福岡市中央区薬院へ移転。 |  |
| 11月               | 東京営業所を東京都港区東新橋へ移転。 |  |
| 12月               | SI事業部（現：ITソリューション本部）において「ISO/IEC 27001:2013」認証を取得（登録番号：IA100814）。                                            |  |
| 2011年（平成23年） | |  |
| 7月                | 株式会社匠工房の株式を取得し子会社化。 |  |
| 2017年（平成24年） | |  |
| 5月                | 「メディアファイブ保育園 薬院」を開園。 |  |
| 2020年（平成29年） | |  |
| 12月               | 東京営業所を東京都中央区銀座へ移転。 |  |
| 2022年（令和4年）  | |  |
| 2月                | オフィスドクターが、内閣府を中心に官民一体で進める『地方創生テレワーク推進運動』に参加。                                                        |  |
| 4月                | オフィスドクターが、経済産業省の『スマートSMEサポーター』認定を取得。                                                                           |  |
| 8月                | 取締役の河野活が代表取締役社長に昇格。創業者であり前社長の上野英理也は代表権のある会長に就任。                                                  |  |
| 2023年（令和5年）  | |  |
| 6月                | 東京営業所を東京支店へ変更。 |  |
| 2024年（令和6年）  | |  |
| 3月                | 東京支店を東京都千代田区外神田へ移転。 テックドリーム東京校を秋葉原へ移転、「アキバ・テックドリーム・アカデミー」として開校。                   |  |
| 12月               | 株式会社匠工房の株式を譲渡し非子会社化。 |  |

### コーポレートサイト
- メディアファイブ株式会社

### サービスサイト
- システム受託開発（SI）
- 無料プログラミングスクール「アキバ・テックドリーム・アカデミー」
- 中小企業向けITアウトソーシング「オフィスドクター」
- 企業主導型保育園「メディアファイブ保育園 薬院」

### X（Twitter）アカウント
- メディアファイブ株式会社
- システム受託開発（SI）
- 無料プログラミングスクール「アキバ・テックドリーム・アカデミー」
- 中小企業向けITアウトソーシング「オフィスドクター」

### TikTokアカウント
- メディアファイブ株式会社
- 無料プログラミングスクール「アキバ・テックドリーム・アカデミー」

### Instagramアカウント
- メディアファイブ株式会社
- 無料プログラミングスクール「アキバ・テックドリーム・アカデミー」

### Facebookページ
- メディアファイブ株式会社
- 無料プログラミングスクール「アキバ・テックドリーム・アカデミー」

### YOUTUBEチャンネル
- メディアファイブ株式会社
- 無料プログラミングスクール「アキバ・テックドリーム・アカデミー」

#### 関連リンク
- メディアファイブ - メディア芸術データベース